# Comitato Olimpico e Interfederale Belga
Il Comitato Olimpico e Interfederale Belga (francese Comité Olympique et Interfédéral Belge; fiammingo Belgisch Olympisch en Interfederaal Comite ) è il comitato olimpico di coordinamento dello sport in Belgio. Venne fondato nel 1906 da Edouard de Laveleye, che ne fu il primo presidente, ed ha sede a Bruxelles.
Rappresenta questa nazione presso il Comitato Olimpico Internazionale (CIO) dal 1906 ed ha lo scopo di curare l'organizzazione ed il potenziamento dello sport in Belgio e, in particolare, la preparazione degli atleti belgi, per consentire loro la partecipazione ai Giochi olimpici. Il comitato, inoltre, fa parte dei Comitati Olimpici Europei.
L'attuale presidente dell'organizzazione è Pierre-Olivier Beckers, mentre la carica di segretario generale è occupata da Guido de Bondt.